# Walentina Fjodorowna Beresuzkaja
Walentina Fjodorowna Beresuzkaja (russisch Валентина Фёдоровна Березуцкая; * 27. Juli 1931 in Spasskoje, Sowjetunion; † 31. Januar 2019 in Moskau) war eine sowjetische bzw. russische Schauspielerin.

## Leben
Beresuzkaja kam in der Oblast Kursk zur Welt, ihr Geburtsdatum wird z. T. auch mit dem 28. Juli 1932 angegeben. Sie war die Tochter der Hausfrau Pelageja Tarasowna Beresuzkaja (1900–1986) und des Militärangehörigen Fjodor Lawrentjewitsch Beresuzki. Der Vater war Absolvent der Artillerieschule Odessa und wurde 1933 nach Galjonki in den äußersten Osten der Sowjetunion versetzt, wohin ihm die Familie folgte. Von 1946 bis 1950 lebten sie in Korea. Anschließend zog Walentina Beresuzkaja nach Moskau, um einen pädagogischen Beruf zu erlernen. Nachdem sie eine Reisebekanntschaft zum Staatlichen All-Unions-Institut für Kinematographie begleitet hatte, war Beresuzkaja von der Einrichtung so angetan, dass sie sich dort einschrieb. Bis 1955 wurde sie unter Olga Pyschowa und Boris Bibikow ausgebildet und erhielt anschließend eine Anstellung beim Mosfilmstudio. Gleichzeitig wurde die junge Frau dem Ensemble des Moskauer Staatstheaters der Kinodarsteller eingegliedert. Dort spielte sie u. a. in Дерзкие земляне (Derskije semljane) von Gennadi Semenichin, День приезда – день отъезда (Den prijesda – den otjesda) von Walentin Tschernych, Много лет спустя (Mnogo let spustja) von Georgi Natanson und Wiktor Orlow, Дубравины (Dubrawiny) von Boris Romaschow, Ссуда на брак (Ssuda na brak) von Konstantin Woinow und Hoy es fiesta von Antonio Buero Vallejo.
Ihr Filmdebüt gab die dunkelhaarige Mimin 1954 im Kriminaldrama Об этом забывать нельзя (Ob etom sabywat nelsja), in dem Sergei Bondartschuk als Hauptdarsteller vertreten war. Bis zu einem Alter von über 80 Jahren spielte sie in mehr als 200 Werken, wobei ihre Laufbahn selbst durch das Ende der Sowjetunion nicht wesentlich unterbrochen wurde. Neben Kinofilmen trat sie auch im Fernsehproduktionen auf und war darüber hinaus als Synchronsprecherin in den russischsprachigen Fassungen von Ein Lächeln im Sommer (Rumänische Volksrepublik, 1964) und Camila – Das Mädchen und der Priester (1984) zu hören.
Beresuzkaja trug seit 1992 den Titel Verdiente Künstlerin der Russischen Föderation, 2004 wurde ihr die Nika für ihre Hauptrolle in Старухи (Staruchi, 2003) verliehen.
Sie war 33 Jahre mit Wladimir Agejew († 1990) verheiratet, der anfangs in der Filmproduktion und später als Parteisekretär bei Mosfilm arbeitete. Er stand außerdem dreimal als Darsteller vor der Kamera, darunter in dem Kriminaldrama Возвращение к жизни (Woswraschtschenije k schisni, 1972), in dem auch Beresuzkaja zu sehen war. Die gemeinsame Tochter Polina (1961–2013) absolvierte die Wirtschaftsfakultät des Staatlichen All-Unions-Instituts für Kinematographie und war später als Buchhalterin tätig, u. a. auch für Mosfilm.
Beresuzkaja starb 87-jährig und wurde im 2. Abschnitt des Chowanskoje-Friedhofs neben ihrer Mutter und ihrer Tochter beigesetzt.

## Filmografie (Auswahl)
- 1959: Wanja erobert Neuland (Iwan Browkin na zeline)
- 1959: Soldatenherzen (Soldatskoje serdze)
- 1959: Die Ballade vom Soldaten (Ballada o soldate)
- 1960: Normandie – Njemen (Normandie – Niémen)
- 1964: Die Stille (Tischina)
- 1964: Der verlorene Sommer (Propalo leto)
- 1964: Grünes Licht (Seljonye ogonjok)
- 1964: Eine wahre Geschichte (Nepridumannaja istorija)
- 1965: Operation „Y“ und andere Abenteuer Schuriks (Operazija „Y“ i drugije prikljutschenija Schurika)
- 1966: Die Kinder des Don Quichotte (Deti Don Kichota)
- 1967: Sterne an den Mützen (Csillagosok, katonák)
- 1967: Das Märchen vom Zaren Saltan (Skaska o zare Saltane)
- 1968: Es dienten zwei Kameraden (Sluschili dwa towarischtscha)
- 1968: Die neuen Abenteuer der geheimnisvollen Rächer (Nowye prikljutschenija neulowimych)
- 1969: Sieben Alte und ein Mädchen (Sem starikow i odna dewuschka)
- 1969: Des Mordes angeklagt (Obwinjajutsja w ubijstwe)
- 1969/73: Фитиль (Fitil) (Fernsehreihe, drei Folgen)
- 1970: Wir und Vulkan (My s Wulkanom)
- 1970: Der Direktor (Direktor)
- 1970: Achtung, Schildkröte! (Wnimanije, tscherepacha)
- 1972: Возвращение к жизни (Woswraschtschenije k schisni)
- 1973: Ein Spion wird gejagt (Metscheny ato)
- 1973: Der Kommandant des U-Bootes „Glücklicher Hecht“ (Komandir „Schtschastliwoi Schtschuki“)
- 1973: Der unverbesserliche Lügner (Neisprawimy lgun)
- 1973: Die Ufer (Berga)
- 1975: Von Morgen – Bis zum Abendrot (Ot sari do sari)
- 1977: Ein Wort zur Verteidigung (Slowo dlja saschtschity)
- 1977: Mit gebrochenen Schwingen (Podranki)
- 1977: Die Geschichte eines unbekannten Schauspielers (Powest o neiswestnom aktere)
- 1978: Zwischen Zarenhof und Schlachtfeld (Julia Wrewskaja)
- 1978: Hochsommer (Was oschidajet graschdanka Nikanorowa)
- 1979: Sibiriade (Sibiriada)
- 1979: Polarfuchs Napoleon III. (Nedopjosok Napoleon III.)
- 1979: Urlaub im Frühling (Wesennjaja putewka)
- 1980: Vater und Sohn (Otez i syn)
- 1982: Verwandtschaft (Rodnja)
- 1983: Wer klopft an meine Tür? (Kto stuchitsya v dver ko mne...)
- 1983: Abschied von Matjora (Proschtschanije)
- 1986: Ein Regenschirm für Verliebte (Sontik dlja nowobratschnych)
- 1986: Затянувшийся экзамен (Satjanuwschiisja examen)
- 1987: Der Luchs kehrt zurück (Rys woswrawschtschajetsja)
- 1989: Поезд дураков (Pojesd durakow)
- 1992: Da capo – Noch einmal mit Gefühl (Ankor, jeschtschjo ankor!)
- 1997: Der Dieb (Wor)
- 2002: [Anti]killer (Antikiller)
- 2003: Antikiller 2: Antiterror (Антикиллер 2: Антитеррор)
- 2003:  Старухи (Staruchi)
- 2006: Wächter des Tages – Dnevnoi Dozor (Dnewnoi dosor)
- 2007: Pakt der Bestien – The Sovereign’s Servant (Sluga gossudarew)